# Società Sportiva Cavese 1919
Società Sportiva Cavese 1919 é um clube de futebol italiano da cidade de Cava de' Tirreni que disputa a Série C. Na temporada 2006-07 conseguiu classificar-se para os playoffs da Série C1, mas na semifinal após ser goleado em 5 a 2 pelo Foggia no jogo de ida, vencia por 3 a 0 o jogo de volta obtendo a classificação para a final, mas sofreu com mais de 4 minutos de acréscimo o gol que tirou a vaga do clube recém-chegado à Série C1.
1. ↑  «La Cavese torna in Serie C, dopo tre anni in D conquista la promozione». Tutto C (em italiano). Consultado em 1 de setembro de 2024